# 룸마니야
룸마니야(아랍어: رمانية)는 팔레스타인을 비롯한 아랍 세계의 전통 음식이다.

## 이름
아랍어 "룸마니야(رُمَّانِيَّة)"는 "석류"를 뜻하는 명사 "룸만(رُمَّان)"에 추상명사를 만들어주는 접미사 "-이야(ـِيَّة)"를 붙인 말이다. "석류로 된 것"이라는 뜻이다. 팔레스타인식 발음은 룸마니예이다.

## 만들기
마늘은 다져서 올리브유에 볶아 둔다. 가지는 잘게 깍둑썰어 렌즈콩과 함께 삶아 익힌다. 가지와 콩이 익으면 딥스 아르룸만(석류 소스)과 쿠민가루 등 향신료, 레몬 즙, 준비해둔 마늘기름 등을 넣어 섞는다. 석류 알을 뿌리고, 마늘기름을 얹어 낸다.

## 같이 보기
- 무잣다라